# Azazel Jacobs

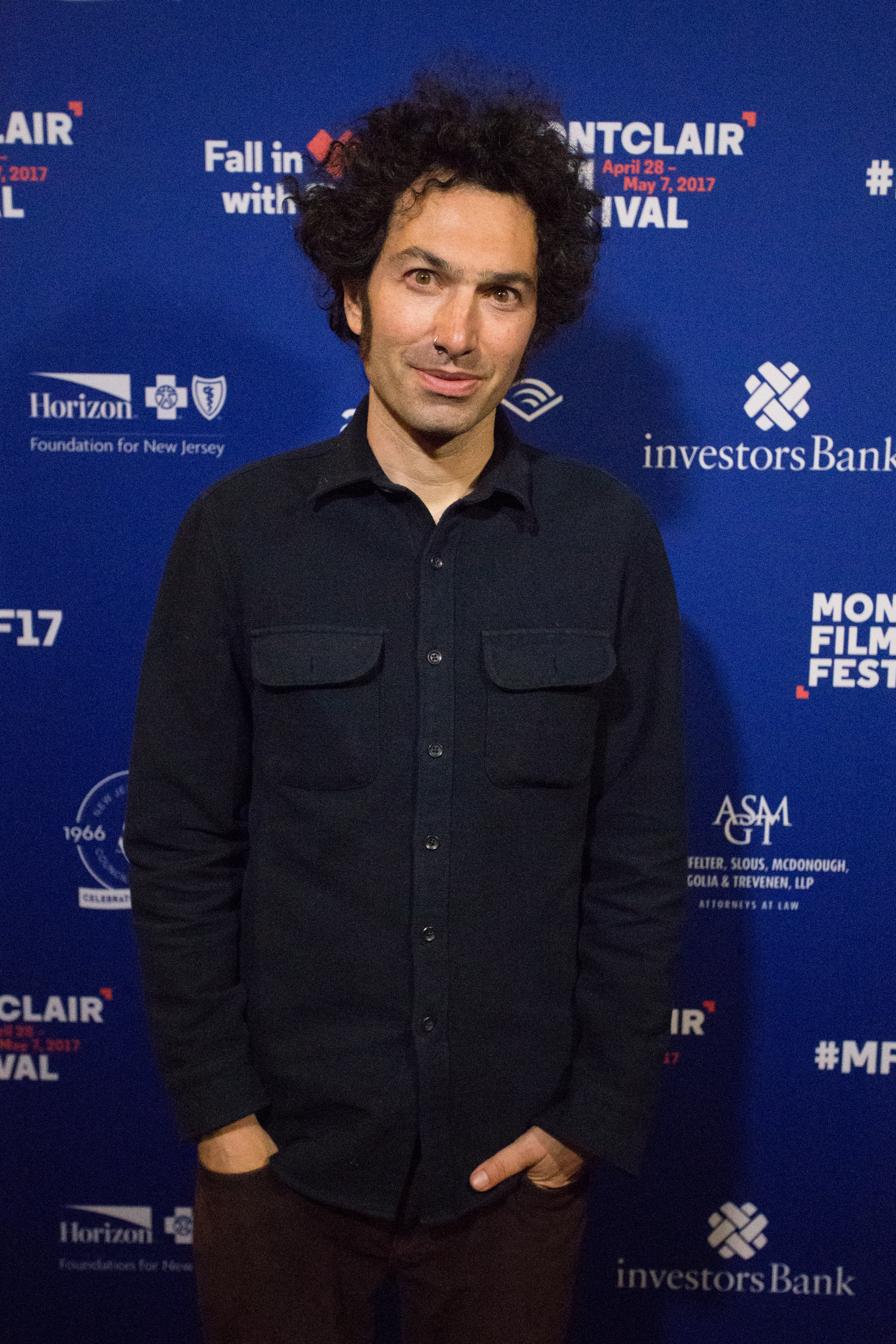
Azazel Jacobs (2017).

Azazel Jacobs (Manhattan, 1º gennaio 1972) è un regista e sceneggiatore statunitense.

## Biografia
Nasce a Manhattan (New York City), dove frequenta la Bayard Rustin High School, in seguito studia cinema presso la SUNY Purchase di New York, dove si laurea nel 1995, come tesi presenta il cortometraggio Kirk and Kerry, con il quale poi, nel 1997, vincerà il Gran Premio della Giuria per il miglior cortometraggio drammatico al Slamdance Film Festival. Nel 1999 si trasferisce a Los Angeles per seguire un master in regia all'American Film Institute.
È figlio del cineasta sperimentale Ken Jacobs.

## Filmografia

### Cortometraggi
- Kirk and Kerry (1997)
- Danger 44 (1999)
- Dear Mexico (2000)
- Message Machine (2002)
- Oh Wee! (2003)

### Lungometraggi
- Nobody Needs to Know (2003)
- The GoodTimesKid (2005)
- Momma's Man (2008)
- Terri (2011)
- The Lovers (2017)
- Fuga a Parigi (French Exit) (2020)
- His Three Daughters (2023)

### Televisione
- Doll & Em (2014)

## Riconoscimenti
- Kirk and Kerry, ha vinto il Gran Premio della Giuria per il miglior cortometraggio drammatico al Slamdance Film Festival (1997).[4][5]
- Terri, è stato nominato per il Gran Premio della Giuria per il miglior lungometraggio al Sundance Film Festival.[6]